# Bisignano
Bisignano és un municipi al territori de la província de Cosenza, a la (regió de Calàbria, Itàlia).
Bisignano limita amb els municipis d'Acri, Cerzeto, Lattarico, Luzzi, Mongrassano, San Marco Argentano, Santa Sofia d'Epiro, Tarsia i Torano Castello.